# Sachiko Tsuruta
Sachiko Tsuruta es una astrofísica estadounidense nacida en Japón .

## Educación
Tsuruta recibió una licenciatura de la Universidad de Washington en 1956. Posteriormente fue a la Universidad de Columbia, donde obtuvo una maestría en 1959 y un doctorado con la tesis Neutron star models en 1964. Mientras estaba en Columbia, trabajó con Hong-Yee Chiu y Alastair GW Cameron en el Instituto Goddard de Estudios Espaciales de la NASA .

## Carrera
Tsuruta predijo la existencia de estrellas de neutrones cuando era estudiante de doctorado antes de su descubrimiento en forma de púlsares en 1967.
Después de obtener su doctorado, Tsuruta trabajó en el Observatorio Astrofísico Smithsoniano y luego, a principios de la década de 1970, en el Centro de Vuelo Espacial Goddard de la NASA. Se unió a la facultad del departamento de física de la Universidad Estatal de Montana como profesora visitante en 1977 y como profesora titular en 1990. En 2016, se convirtió en profesora emérita y profesora investigadora en física en la MSU. Tsuruta también ha sido profesora visitante en otras instituciones, incluido el Instituto Max Planck de Astrofísica y varias universidades de Japón.

## Premios
En 2015, Tsuruta recibió el Premio Marcel Grossmann "por ser pionera en la física de las estrellas de neutrones calientes y su enfriamiento". Uno de los otros galardonados ese año fue Ken'ichi Nomoto, con quien había colaborado en muchos artículos y presentaciones en conferencias a partir de 1980.